# Рибчинецька сільська рада
| Рибчинецька сільська рада — колишній орган місцевого самоврядування у Хмільницькому районі Вінницької області з адміністративним центром у с. Рибчинці. Сільській раді підпорядковані населені пункти: - с. Рибчинці |

## Склад ради
Рада складається з 16 депутатів та голови.

## Керівний склад сільської ради
| ПІБ                          | Основні відомості                                                                  | Дата обрання | Дата звільнення |
| ---------------------------- | ---------------------------------------------------------------------------------- | ------------ | --------------- |
| Грамарчук Михайло Васильович | Сільський голова, 1970 року народження, освіта, член Соціалістичної партії України | 26.03.2006   | 31.10.2010      |
| Грамарчук Михайло Васильович | Сільський голова, 1970 року народження, освіта середня спеціальна                  | 31.10.2010   |                 |

Примітка: таблиця складена за даними джерела